# 城見通 (名古屋市)
城見通（しろみとおり）は、愛知県名古屋市北区にある地名。現行行政地名は城見通1丁目から城見通3丁目。住居表示未実施。

## 地理
名古屋市北区南西部に位置する。東は志賀南通、西は秩父通、南は金城・田幡、北は敷島町・金城町・駒止町に接する。西から順に1丁目～3丁目がある。名古屋市道名古屋環状線に沿って東西に細長い町域を構成している。

## 歴史

### 地名の由来
城は名古屋城であり、名古屋城が見えることから付けられたとみられる。

### 沿革
- 1952年（昭和27年）12月20日 - 田幡町字南蓮花寺・八反田・横枕・円蔵・ハサバ・志賀前・猪ノ木・北原・志賀前角田・釈迦堂・深ノ川・馬出し・浜江場の各一部により成立[2]。
- 1982年（昭和57年） - 町域の南半分にあたる部分が新設された田幡一・二丁目、金城一～四丁目に編入される[1]。

## 世帯数と人口
2019年（平成31年）1月1日現在の世帯数と人口は以下の通りである。
| 町丁   | 世帯数  | 人口  |
| ------ | ------- | ----- |
| 城見通 | 308世帯 | 512人 |

### 人口の変遷
国勢調査による人口の推移
| 1995年（平成7年）  | 486人 | [ WEB 5 ] |  |
| 2000年（平成12年） | 416人 | [ WEB 6 ] |  |
| 2005年（平成17年） | 366人 | [ WEB 7 ] |  |
| 2010年（平成22年） | 526人 | [ WEB 8 ] |  |
| 2015年（平成27年） | 525人 | [ WEB 9 ] |  |

## 学区
市立小・中学校に通う場合、学校等は以下の通りとなる。また、公立高等学校に通う場合の学区は以下の通りとなる。
| 番・番地等 | 小学校               | 中学校               | 高等学校 |
| ---------- | -------------------- | -------------------- | -------- |
| 全域       | 名古屋市立金城小学校 | 名古屋市立志賀中学校 | 尾張学区 |

## 交通

### 鉄道

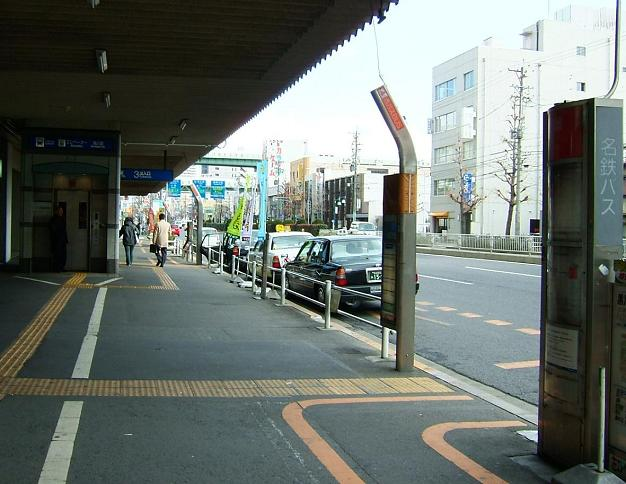
環状線に接して設置されている黒川バスターミナル（2005年2月）

- 名古屋市営地下鉄（名古屋市交通局）
  -  名城線 - 黒川駅（M09）（北緯35度11分49.8秒 東経136度54分36.7秒 / 北緯35.197167度 東経136.910194度）

### バス
地下鉄黒川駅に併設された黒川バスターミナルに名古屋市営バス（名古屋市交通局）のほか、とよやまタウンバスが乗り入れ、北区の玄関口となっている。
- 名古屋市営バス（名古屋市交通局）
  - 黒川停留所[WEB 12]
    - 1番のりば - 黒川11号系統（如意車庫前行・北部市場行）（北緯35度11分50.2秒 東経136度54分36.5秒 / 北緯35.197278度 東経136.910139度）
    - 2番のりば - 名駅15号系統（砂田橋行）（北緯35度11分50.2秒 東経136度54分35.7秒 / 北緯35.197278度 東経136.909917度）
    - 3番のりば - 幹栄1号系統（如意住宅行・水分橋行）（北緯35度11分50.2秒 東経136度54分34.8秒 / 北緯35.197278度 東経136.909667度）
    - 5番のりば - 幹栄1号系統（西部医療センター行）・名駅15号系統（西部医療センター行・名古屋駅行）・黒川14号系統（安井町西行）・北巡回系統（右回り黒川行・左回り黒川行) （北緯35度11分50.8秒 東経136度54分33.3秒 / 北緯35.197444度 東経136.909250度）
    - 降車停（北緯35度11分50.8秒 東経136度54分33.9秒 / 北緯35.197444度 東経136.909417度）

  - 城見町停留所[WEB 13]
    - イのりば - 幹栄1号系統（如意住宅行）・名駅15号系統（黒川行・砂田橋行・黒川経由西部医療センター行・黒川経由名古屋駅行）・黒川14号系統（黒川行）・北巡回系統（黒川行）（北緯35度11分50.2秒 東経136度54分27秒 / 北緯35.197278度 東経136.90750度）

  - 城見通二丁目停留所[WEB 14]
    - イのりば - 幹栄1系統（如意住宅行）・名駅15号系統（黒川行・砂田橋行・黒川経由西部医療センター行・黒川経由名古屋駅行）[北緯35度11分50.2秒 東経136度54分13.8秒 / 北緯35.197278度 東経136.903833度]

  - 西ハサバ停留所[WEB 15]
    - アのりば - 名駅15号系統（黒川行・砂田橋行・黒川経由西部医療センター行）（北緯35度11分50.3秒 東経136度54分2.8秒 / 北緯35.197306度 東経136.900778度）

- とよやまタウンバス
  - 黒川停留所 - 南ルート（航空館boon行）（北緯35度11分50.2秒 東経136度54分33.4秒 / 北緯35.197278度 東経136.909278度）[WEB 16]

- 名鉄バス
  - かつては黒川停留所が設置されていたが、路線廃止に伴って廃止された。

### 道路
- 名古屋市道名古屋環状線（環状線）
- 大津通

## 施設
- 大垣共立銀行黒川支店
- あいち銀行黒川支店
- 瀬戸信用金庫城見支店
- ニッショー本社
- 日販名古屋ビル

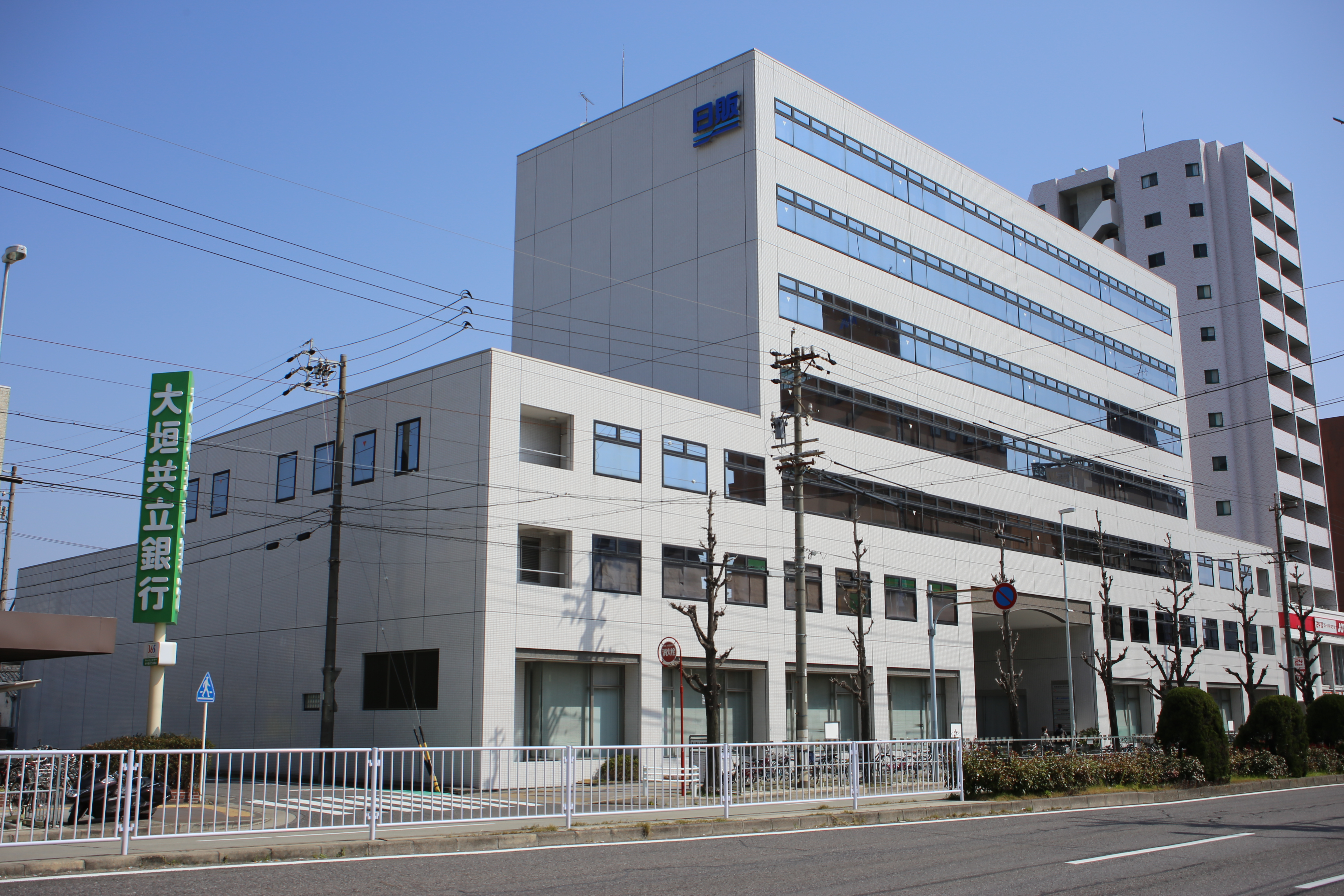
日販名古屋ビル（2016年3月）
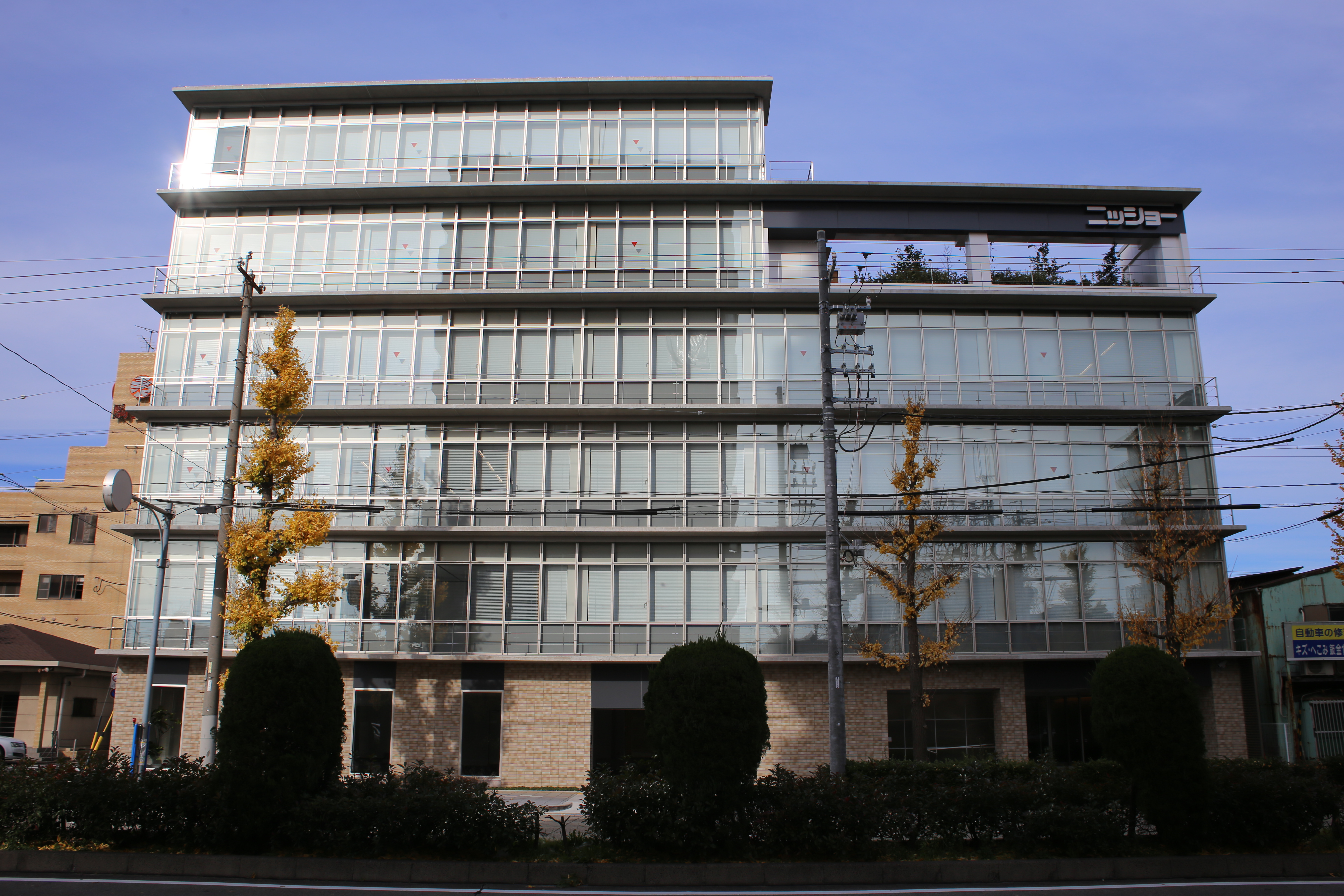
ニッショー本社（2016年12月）
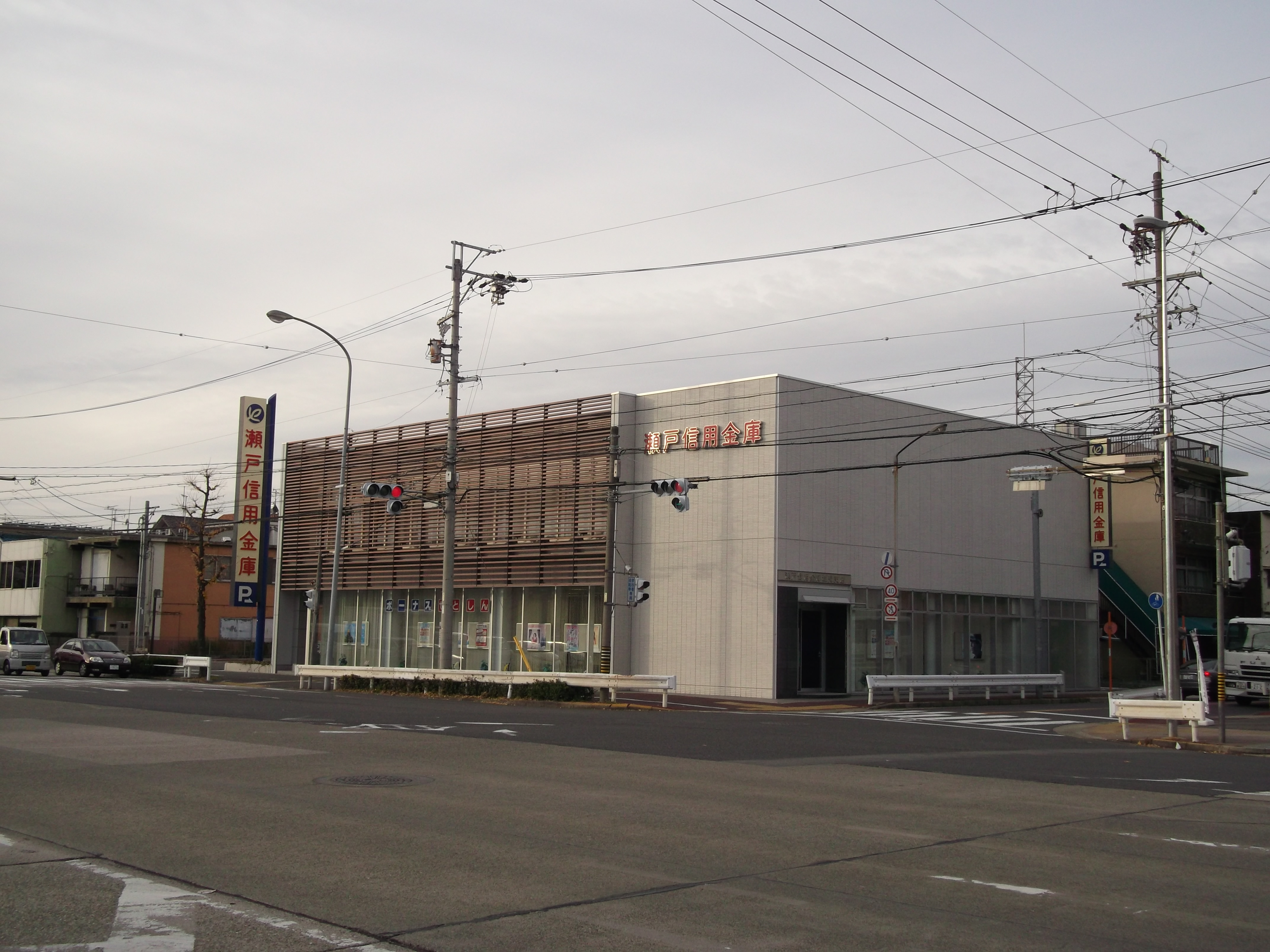
瀬戸信用金庫城見店（2013年12月）

## その他

### 日本郵便
- 郵便番号 : 462-0046[WEB 2]（集配局：名古屋北郵便局[WEB 17]）。

### WEB
1. 1 2  “町・丁目(大字)別、年齢(10歳階級)別公簿人口(全市・区別)”.   名古屋市 (2019年1月23日). 2019年1月23日閲覧。
2. 1 2  “郵便番号”.  日本郵便. 2019年1月6日閲覧。
3. ↑  “市外局番の一覧”.   総務省. 2019年1月6日閲覧。
4. ↑  “北区の町名一覧”.   名古屋市 (2015年10月21日). 2019年1月12日閲覧。
5. ↑  総務省統計局 (2014年3月28日). “平成7年国勢調査の調査結果(e-Stat) - 男女別人口及び世帯数 －町丁・字等” (CSV). 2019年4月27日閲覧。
6. ↑  総務省統計局 (2014年5月30日). “平成12年国勢調査の調査結果(e-Stat) - 男女別人口及び世帯数 －町丁・字等” (CSV). 2019年4月27日閲覧。
7. ↑  総務省統計局 (2014年6月27日). “平成17年国勢調査の調査結果(e-Stat) - 男女別人口及び世帯数 －町丁・字等” (CSV). 2019年4月27日閲覧。
8. ↑  総務省統計局 (2012年1月20日). “平成22年国勢調査の調査結果(e-Stat) - 男女別人口及び世帯数 －町丁・字等” (CSV). 2019年4月27日閲覧。
9. ↑  総務省統計局 (2017年1月27日). “平成27年国勢調査の調査結果(e-Stat) - 男女別人口及び世帯数 －町丁・字等” (CSV). 2019年4月27日閲覧。
10. ↑  “市立小・中学校の通学区域一覧”.   名古屋市 (2018年11月10日). 2019年1月14日閲覧。
11. ↑  “平成29年度以降の愛知県公立高等学校（全日制課程）入学者選抜における通学区域並びに群及びグループ分け案について”.   愛知県教育委員会 (2015年2月16日). 2019年1月14日閲覧。
12. ↑  名古屋市交通局. “なごや地図ナビ 黒川”. 2013年12月8日閲覧。
13. ↑  名古屋市交通局. “なごや地図ナビ 城見町”. 2013年12月9日閲覧。
14. ↑  名古屋市交通局. “なごや地図ナビ 城見通二丁目”. 2013年12月9日閲覧。
15. ↑  名古屋市交通局. “なごや地図ナビ 城見町”. 2013年12月9日閲覧。
16. ↑  豊山町役場. “とよやまタウンバス 黒川”. 2013年12月8日閲覧。
17. ↑  郵便番号簿 平成29年度版 - 日本郵便. 2019年01月06日閲覧 (PDF)

### 書籍
1. 1 2  「角川日本地名大辞典」編纂委員会編 1989, p. 702.
2. ↑  名古屋市北区役所市民室 1979, p. 59.